# Dominant
 For alternative betydninger, se Dominans.
Dominant er en musikalsk term inden for harmonilære. Dominanten er et udtryk for den akkord, der findes på skalaens femte trin, altså en kvint over skalaens grundtone (tonika). Både i dur- og mol-tonearter er dominanten en dur-akkord. Dominantens funktion er at lede over til skalaens tonika, dominantens terts er selve ledetonen til toneartens grundtone.

## Udvidelser
Det er normalt at dominanten bliver udvidet for at opnå en større spænding og derved bedre ledeevne. Af typiske udvidelser kan nævnes:
- Dominant-septim-akkord: Den mest normale udvidelse er en lille septim. Der vil derved opstå en tritonusinterval mellem tertsen og septimen og denne dissonans opløses ved at tertsen leder op til tonikas grundtone og septimen, ned til tonikas terts. Akkorden noteres f.eks. G7 (i c-dur).

- Dominant-none-akkord: Her tilføjes, foruden en lille septim, en lille none. Nonen leder ned til tonikas kvint, derved ledes der til alle tonikas tre toner. Akkorden noteres f.eks. C7(b9) (i F, hvor C7 er dominant)

Et akkompagnement til en diakron mundharmonika skal lægges på dominanten til mundharpens toneart.
| Musik | Spire Denne musikartikel er en spire som bør udbygges. Du er velkommen til at hjælpe Wikipedia ved at udvide den. |